# Gia Grigalawa
Gia Alexandrowitsch Grigalawa (georgisch გია გრიგალავა, russisch Гиа Александрович Григалава; * 5. August 1989 in Kutaissi) ist ein georgisch-russischer Fußballspieler.

## Karriere

### Verein
Grigalawa begann seine Karriere beim FK Rostow. Im September 2006 debütierte er im Cup für die Profis von Rostow. Sein Debüt in der Premjer-Liga folgte im November 2007 gegen Spartak Moskau. Dies war in der Saison 2007 sein einziger Einsatz. Zur Saison 2008 wechselte er innerhalb der Stadt zum Zweitligisten FK SKA Rostow. Für SKA kam er in der Spielzeit 2008 zu 25 Einsätzen in der Perwenstwo FNL, in denen er zweimal traf. Zur Saison 2009 wechselte er leihweise zum Erstligisten FK Moskau. Für den Hauptstadtklub kam der Verteidiger zu 14 Einsätzen in der Premjer-Liga. Zur Saison 2010 kehrte er nach Rostow zurück, wo er allerdings zurück an den FK Rostow weiterverliehen wurde. Für Rostow absolvierte er bis zum Ende der Leihe neun Partien in der höchsten Spielklasse.
Nach dem Ende der Leihe kehrte Grigalawa zur Saison 2011/12 nicht zu SKA zurück, sondern wechselte fest zu Wolga Nischni Nowgorod. In seiner ersten Saison bei Wolga kam er zu 31 Einsätzen in der Premjer-Liga. In der Saison 2012/13 absolvierte er 19 Partien in Nischni Nowgorod. Zur Saison 2013/14 wechselte er zum Ligakonkurrenten Krylja Sowetow Samara. In Samara absolvierte er fünf Partien, ehe er Krylja Sowetow bereits im August 2013 wieder verließ und weiter innerhalb der Liga zu Anschi Machatschkala wechselte. Für den Klub aus Dagestan kam er bis Saisonende zu 22 Einsätzen, mit Anschi stieg er allerdings als Tabellenletzter aus der Premjer-Liga ab. Nach dem Abstieg kam er allerdings nie mehr für Anschi zum Einsatz. Im Februar 2015 wurde ihm der Konsum von illegalen Substanzen nachgewiesen, woraufhin sein Vertrag in Machatschkala aufgelöst wurde.
Nach einem halben Jahr ohne Klub wechselte Grigalawa zur Saison 2015/16 nach Zypern zum Paphos FC. Für Paphos kam er zu 16 Einsätzen in der First Division, ehe er den Verein im Januar 2016 wieder verließ. Nach erneut einem Halbjahr ohne Klub wechselte er im August 2016 innerhalb Zyperns zu Ethnikos Achnas. Für Ethnikos spielte er neunmal in der höchsten zyprischen Spielklasse. Im Januar 2017 kehrte der Defensivspieler wieder nach Russland zurück und schloss sich Arsenal Tula an. In seinem ersten Halbjahr in Tula kam er zu vier Einsätzen. In der Saison 2017/18 absolvierte er elf Partien. In der Spielzeit 2018/19 kam Grigalawa zu 26 Einsätzen für Arsenal. In der Saison 2019/20 kam er zu 22 Einsätzen, in der Saison 2020/21 zu 18. Nach der Saison 2020/21 verließ er Arsenal nach viereinhalb Jahren.
Nach einem Halbjahr ohne Verein wechselte der Georgier im Februar 2022 zum Ligakonkurrenten FK Chimki. Für Chimki kam er zu neun Einsätzen. Zur Saison 2022/23 kehrte Grigalawa zum mittlerweile nur noch zweitklassigen Arsenal Tula zurück.

### Nationalmannschaft
Der im georgischen Teil der damaligen Sowjetunion geborene Grigalawa absolvierte im Juni 2009 sein einziges Spiel für die russische U-21-Auswahl. 2011 wechselte er schließlich zum Verband seines Geburtslandes und debütierte daraufhin im Juni 2011 in der EM-Qualifikation gegen Kroatien für die A-Nationalmannschaft Georgiens.